# Журналистские этика и стандарты
Журнали́стские э́тика и станда́рты (англ. Journalism ethics and standards) — этические принципы профессиональной журналистики, известные как отраслевой «кодекс чести», который в разных формах сформулирован в медиаорганизациях и профсоюзах. Профессиональная этика — это  известные и чётко прописанные правила, принятые в СМИ и одобренные обществом.
Речь прежде всего о правдивости информации, её точности и объективности.
Существенный фактор — сведение к минимуму возможного репутационного ущерба для объектов публикации.
В современной Европе придают особое значение бережному обращению с информацией, которая может быть трактована как дискриминирующая по национальным, конфессиональным или медицинским параметрам.
Новая журналистика и гонзо-журналистика отрицают базовые представления о профэтике.

## Журналистская этика и мораль в системе наук
Специалисты считают, что профессиональная этика журналиста как самостоятельная сфера науки формируется на грани общей этики и науки о журналистике.

### Мораль журналистики
Мораль подсказывает человеку вариант выбора духовных ценностей и соответствующего поведения именно потому, что она опирается на совесть — нравственное чувство, в котором сказывается самооценка соответствия действий принятым в обществе и преобразованным во внутренние убеждения нормам нравственности. Уступая совести, журналист теряет человечность, личность, общественную значимость. Моральные аспекты журналистской деятельности привлекают общественное внимание потому, что в условиях вседозволенности участились попытки использования СМИ в личных целях. Многие издания различных типов и уровней отличаются низкой культурой полемики, искажают мысли оппонентов, демонстрируют большую неприязнь по отношению к чужим взглядам. Профессия предоставляет журналисту право и обязанность вершить от имени общества публичный моральный суд над явлениями, которые вызывают общую заинтересованность. Поэтому понятно, что журналистскую мораль можно рассматривать и как форму общественного сознания, и как субъективное состояние личности.

### Этические и моральные обязанности журналиста
Свобода слова и высказываний является неотъемлемой составляющей деятельности журналиста. Служение интересам власти или учредителей, а не общества, является нарушением этики журналиста. Журналист с уважением относится к частной жизни человека. При этом не исключается его право на журналистское расследование, связанное с теми или иными событиями и фактами, которые имеют общественное звучание и призваны защищать интересы общества и личности. Освещение судебных процессов должно быть непредвзятым к обвиняемым. Журналист не может называть человека преступником до соответствующего решения суда, вступившего в законную силу. Журналистские опросы граждан не должны фабриковаться с целью получения заранее определенного результата. Журналист обязан сделать все возможное для исправления любой распространенной информации, если оказалось, что она не соответствует действительности. Журналист не прибегает к незаконным и недостойным способам получения информации. Как известно, источником информации для представителя СМИ является человек, который имеет конституционное право выбора — общаться с журналистом или нет. Нельзя запугивать собеседника, провоцировать его, предлагать взятки. Все это не только противозаконно, но и «морально безобразно». Если человек отказывается от предоставления той или иной информации, то не мешало бы прислушаться к его мнению относительно отказа. Иногда причиной безразличного отношения к журналисту является неэтичное поведение его коллег из редакции, ранее посетивших этого человека. Урегулировать данный вопрос можно только благодаря «разумному поведению» и завоеванию доверия. Эффективен в таком случае приём имитации — перенос внимания человека с одного объекта на другой. Недаром французский медиамагнат Робер Герсон, владелец многих городских и провинциальных СМИ во Франции, своё заключительное слово на семинаре в городе Анже, посвящённом «проблемам этики», начал с утверждения, что «главным рычагом этики является психология. От неё зависит не только существование самой этики, но и журналистики в целом». Действительно, на психологическом аспекте строится вся цепочка взаимоотношений между журналистом и его собеседником.

## Нормативы
Международные и региональные организации, в ряды которых входят 400 тысяч журналистов в разных странах мира, объединились после консультативных встреч, проведенных под эгидой ЮНЕСКО в 1978 году.
Международные принципы были утверждены на консультативных встречах ряда организаций в период с 1978 по 1983 год. Это Международная организация журналистов (JOI-МОЖ), Международная федерация журналистов (IFJ-МФЖ), Международный католический союз прессы (UCIP), Латиноамериканская федерация журналистов (FELAP), Латиноамериканская федерация работников прессы (FELATRAP), Федерация арабских журналистов (FAJ), Союз африканских журналистов (UAJ), Конфедерация журналистов АСЕАН (CAJ).
Международная федерация журналистов не принимала участие в заключительной встрече в Париже ноябре 1983 года, где был принят данный манифест.
Общие правила описаны в таких документах как «Международная декларация принципов поведения журналистов» (которая была принята Конгрессом Международной федерации журналистов в 1954 году и отредактирована на сессии Конгресса МФЖ в 1986 года) и «Международные принципы профессиональной этики журналиста» (приняты на консультативной встрече международных и региональных журналистских организаций в Париже 20 ноября 1983 года).
Вторая консультативная встреча (в Мехико в 1980 году) одобрила Декларации ЮНЕСКО об Основных принципах вклада средств массовой информации в укрепление мира, международного взаимопонимания, развития прав человека и противостояния апартеиду, расизму и призывам к войне.
На четвёртой консультативной встрече в 1983 году (в Париже и Праге) была конкретизирована роль, которую «информация и коммуникация играют на национальном и международном уровне, учитывая возросшую социальную ответственность средств массовой информации и журналистов».
Там были выработаны принципы профессиональной этики:
- Принцип № 1. Право граждан на достоверную информацию
- Принцип № 2. Объективное освещение событий — долг журналиста
- Принцип № 3. Социальная ответственность журналиста
- Принцип № 4. Профессиональная честность журналиста
- Принцип № 5. Общественный доступ к информации и участие в СМИ
- Принцип № 6. Уважение частной жизни и достоинства
- Принцип № 7. Уважение общественных интересов
- Принцип № 8. Уважение всеобщих ценностей и многообразия культур
- Принцип № 9. Борьба против войн и других бед, грозящих человечеству
- Принцип № 10. Развитие нового мирового информационного и коммуникационного порядка:

Журналист работает в современном мире в условиях продвижения к новым международным отношениям в целом и новому информационному порядку, в частности. Будучи частью Нового Международного Экономического Порядка, он нацелен на деколонизацию и демократизацию в области информации и коммуникации как на национальном, так и на международном уровне. Базой для нового устройства призвано служить мирное сосуществование между народами и полное уважение их культурной самобытности. Долг журналиста — способствовать демократизации международных отношений в области информации, в частности, защищать и развивать мирные и дружеские отношения между странами и народами.

В России на базе указанных манифестов разработаны два кодекса: «Кодекс профессиональной этики журналиста» (принят первым съездом Союза журналистов СССР на конфедеративной основе 24 апреля 1991 года) и «Кодекс профессиональной этики российского журналиста» (одобрен Конгрессом журналистов России 23 июня 1994 года).

## Профессиональная мораль
Профессиональная мораль сводится к конкретизации общепринятых стандартов нравственности применительно к репортёрской работе с учётом своеобразия социальной роли данной профессии и регулирует поведение журналиста.
Журналистское сообщество по определению числится носителем установки на общественно полезное поведение, поэтому профессиональное чувство долга регулирует поведение работника СМИ.
Нормы поведения российского журналиста проговорены в кодексе профессиональной этики, принятом на Конгрессе журналистов России 23 июня 1994 года в Москве.